# Crax fasciolata
Crax fasciolata là một loài chim trong họ Cracidae.
Loài chim này được tìm thấy ở phía đông-trung bộ và phía nam Brazil, Paraguay, và phía đông Bolivia, và cực đông bắc Argentina, trong cerrado, pantanal, và khu vực đông nam của lưu vực Amazon. Môi trường sống tự nhiên của chúng là rừng khô nhiệt đới hoặc cận nhiệt đới và rừng ẩm vùng đất thấp nhiệt đới hoặc cận nhiệt đới.

## Phân loại
Có hai phân loài được công nhận hiện tại. Một phần ba, sự quấy nhiễu Belem rất khó nắm bắt và cực kỳ nguy cấp (C. f. Pinima) gần đây đã bị chia cắt:
- C. f. fasciolata (Spix, 1825) - curassow quyến rũ - vùng đất thấp của Brazil đến Paraguay và đông bắc Argentina
- C. f. grayi (Ogilvie-Grant, 1893) - miền đông Bolivia

## Hình ảnh

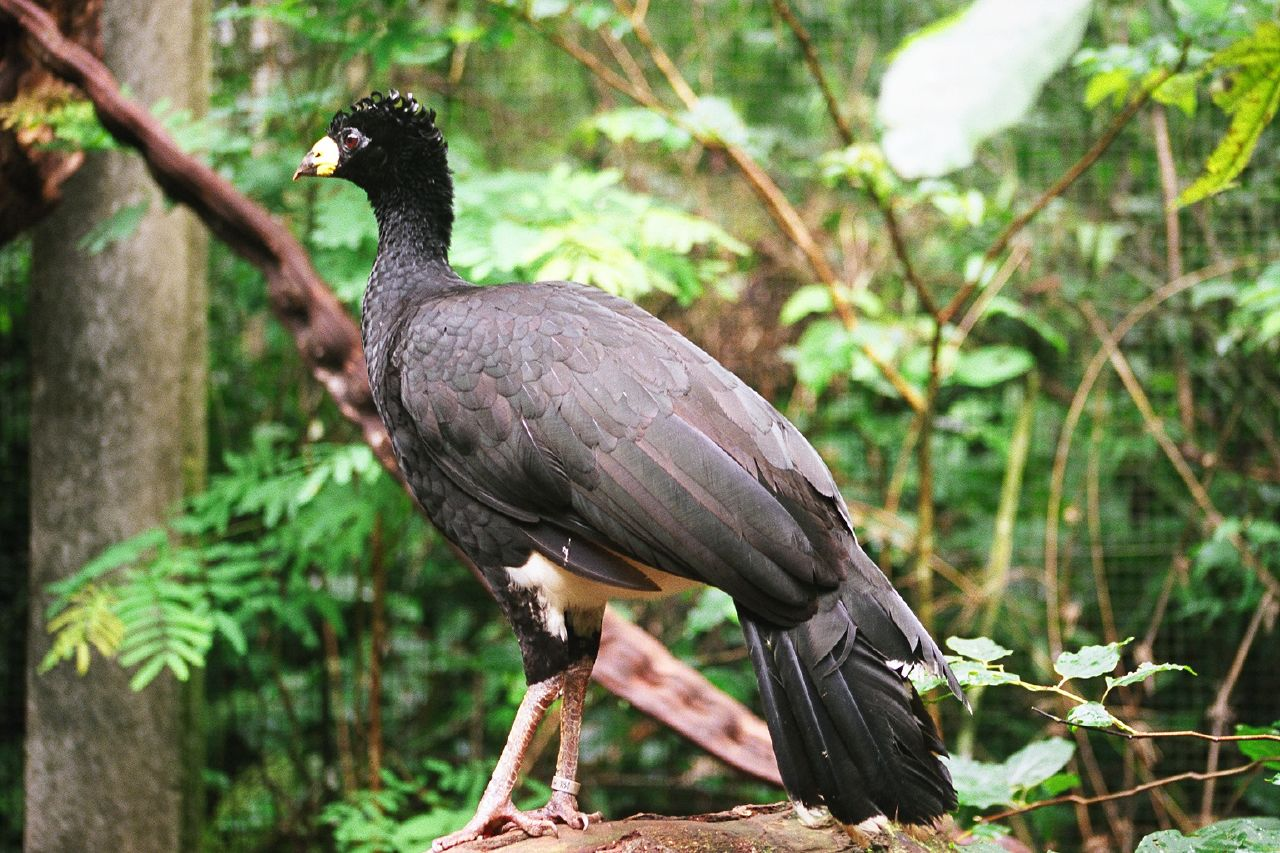
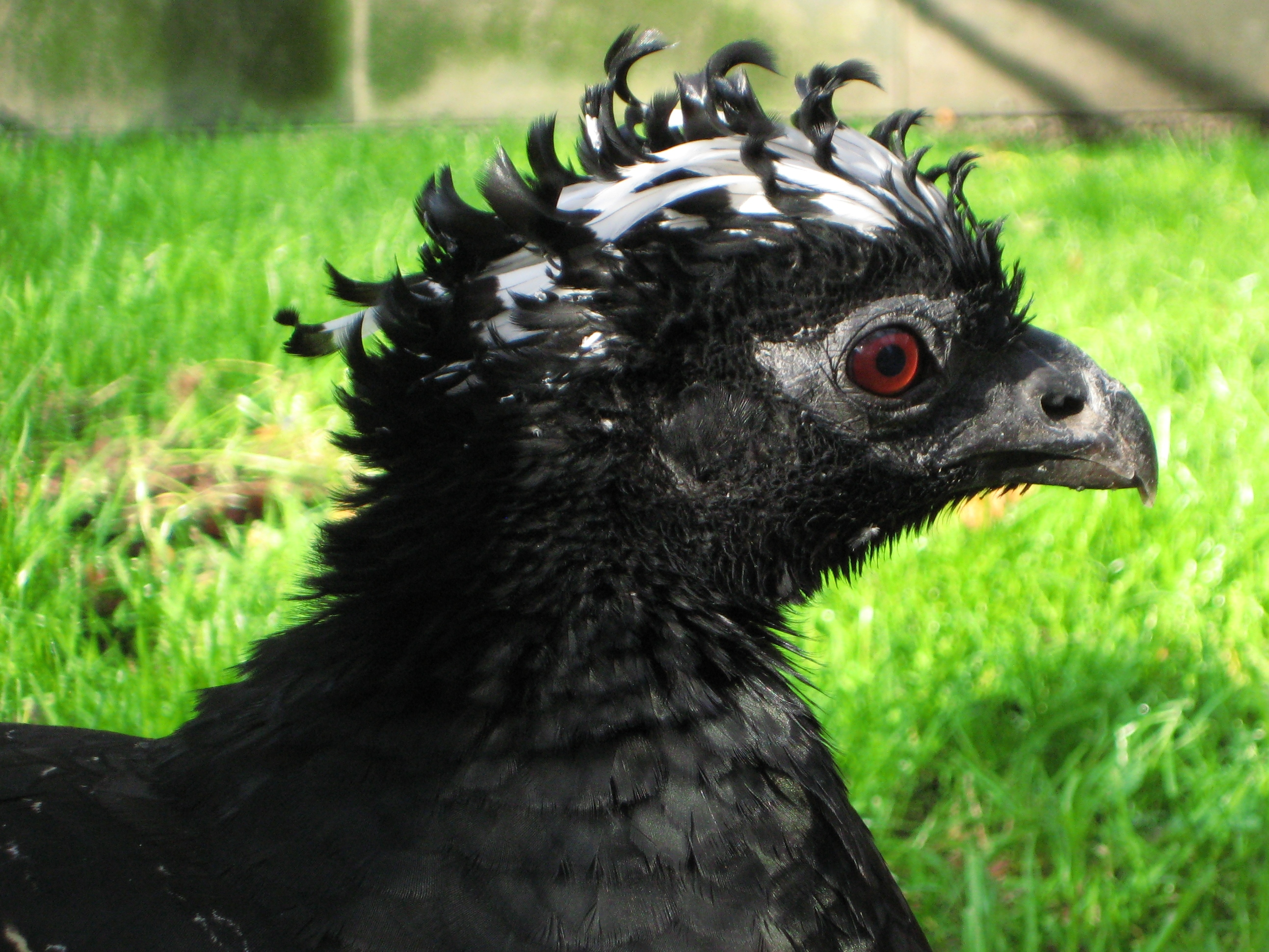
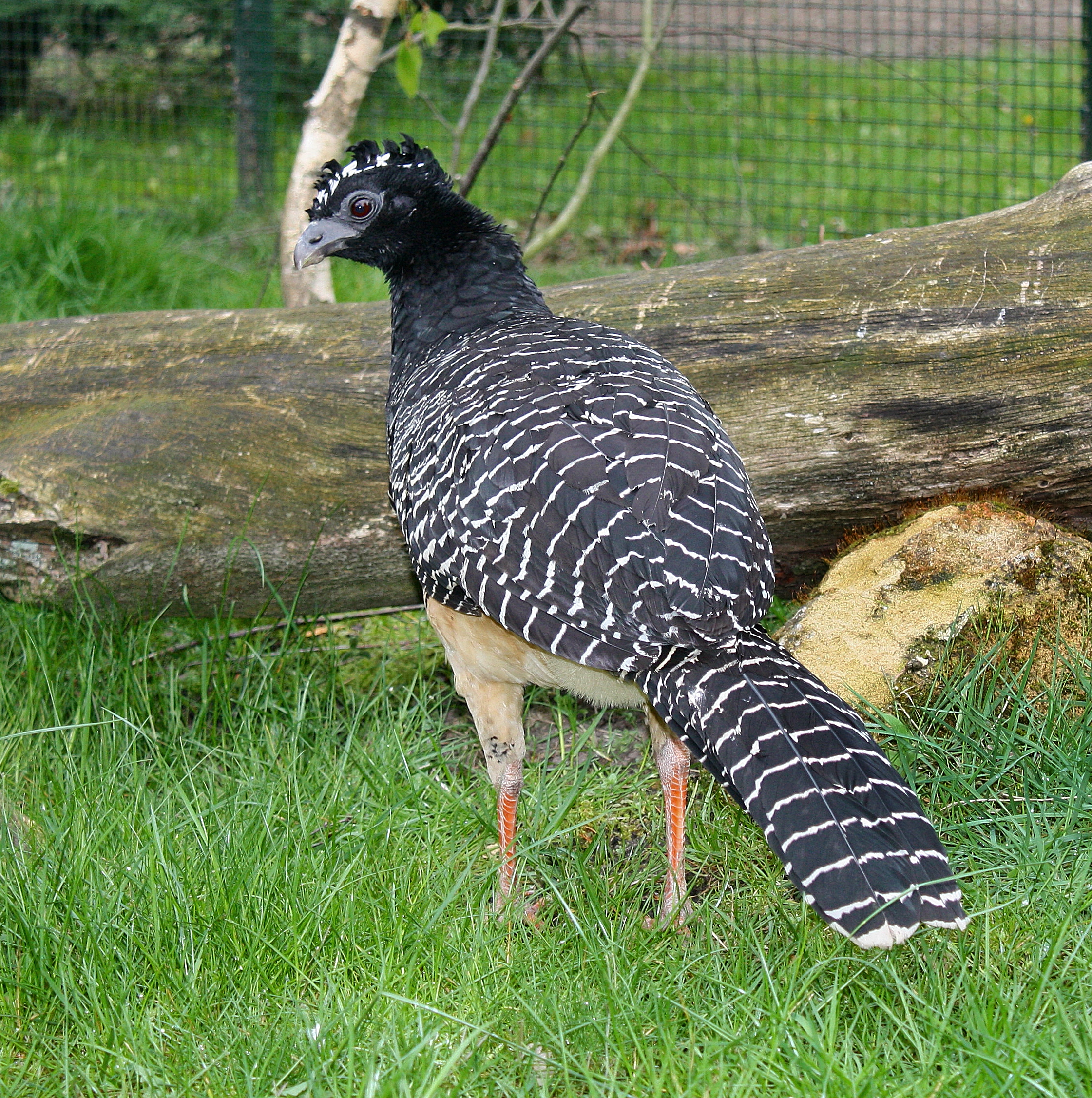
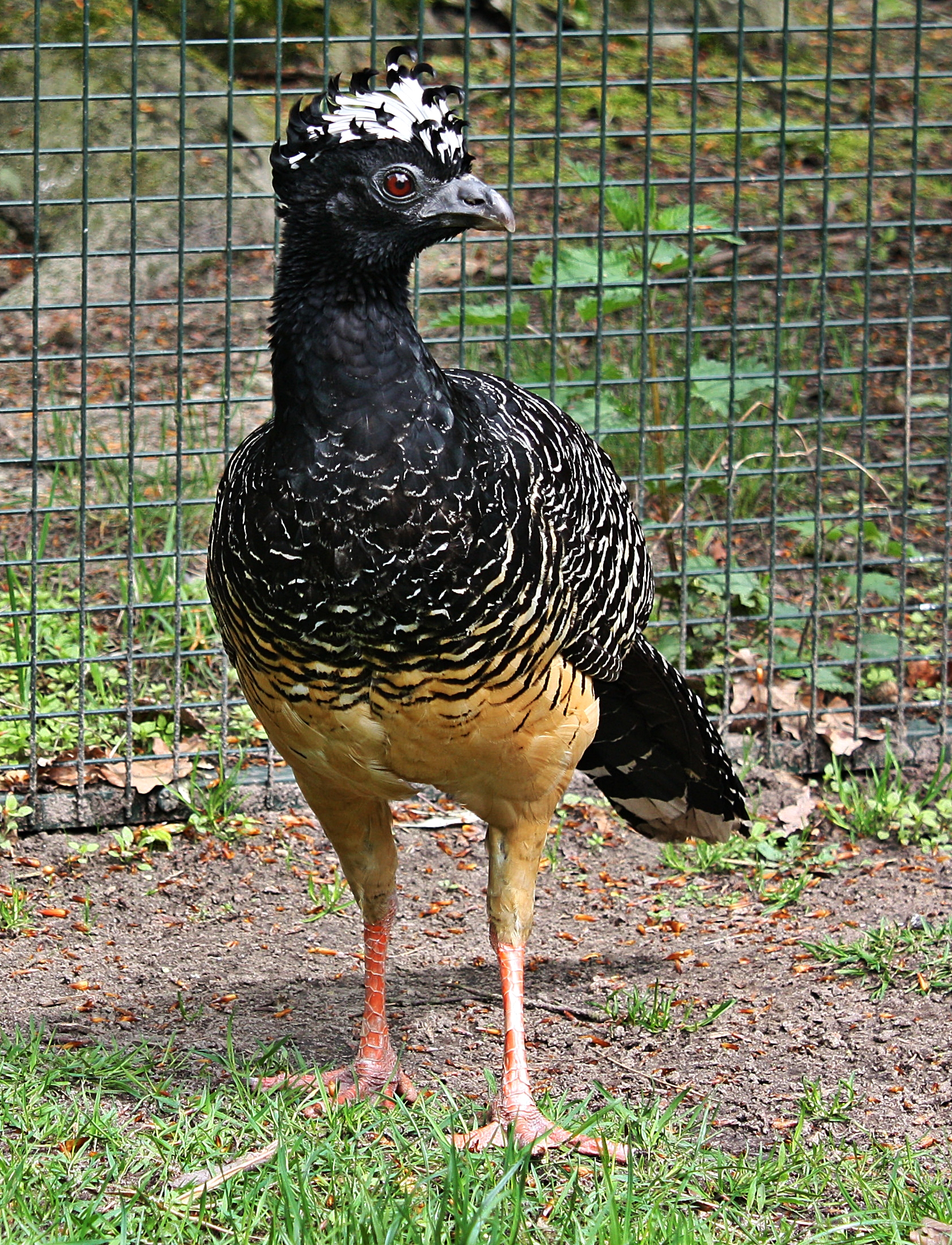

- Tập tin:Tập